# هارون روبنز
هارون روبنز (بالإنجليزية: Aaron Robbins)‏ هو لاعب كرة قدم أمريكية أمريكي، ولد في 16 يوليو 1983 في أورورا في الولايات المتحدة.